# Capital Gate
Capital Gate (также известен как Падающая башня Абу-Даби) — уникальный небоскрёб в Абу-Даби, примыкающий к Национальному выставочному центру. При высоте 160 метров здание стало одним из самых высоких в городе. Владельцем и застройщиком является Национальная выставочная компания Абу-Даби, проект принадлежит архитектурному бюро RMJM London. Название в переводе с английского означает Ворота столицы. Небоскрёб Capital Gate вошёл в Книгу рекордов Гиннесса как здание с самым большим наклоном в мире.
Смета на строительство составила 2,2 миллиарда долларов.

## Архитектурные особенности
Capital Gate считается первым на Ближнем Востоке сооружением, использующим технологию диагональной сетки, спроектированной для поглощения и перенаправления силы ветра и сейсмического давления. Среди аналогичных ему небоскрёбов можно назвать Мэри-Экс в Лондоне, а также Хёрст-тауэр в Нью-Йорке.
Плотная сетка из арматурной стали располагается поверх 490 свай, которые вбиты на глубину 30 метров под землю. В сетке крепится 728 специально изготовленных стеклянных панелей ромбовидной формы, которые ввиду сложной геометрии конструкции установлены под особыми углами. Всего башня содержит более 12 500 стёкол, что существенно снижает затраты на искусственное освещение помещений. Также в здании располагается конический атриум высотой 60 метров.
В строительстве небоскрёба применялись новейшие экологические разработки. Стёкла здания блокируют солнечные лучи, тем самым уменьшая потребление электроэнергии на кондиционирование. Волнообразный декор снаружи башни также выполняет функцию защиты от нагрева. Стальной козырёк с южной стороны уменьшает поток солнечного тепла более чем на 30 %.
В здании располагается пятизвёздочный отель Hyatt at Capital Gate, офисные и служебные помещения.

## Мировой рекорд
Угол наклона здания к западу составляет 18 градусов. Для сравнения: угол наклона знаменитой Пизанской башни равен всего 4 градусам, то есть в 4,5 раза меньше. В июне 2010 года представители Книги рекордов Гиннесса отметили Capital Gate как здание с самым большим углом наклона в мире.
Подобный угол наклона в проекте реализован благодаря своеобразному инженерному подходу: пластины этажей башни накладывались одна на другую строго вертикально до 12 этажа, выше которого они располагались с зазорами от 30 до 140 сантиметров, обеспечивая наклон.